# Eugeniusz Faber
Eugeniusz Faber (Chorzów, 1939. április 6. – Liévin, Franciaország, 2021. szeptember 24.) válogatott lengyel labdarúgó, csatár, olimpikon.

## Pályafutása

### Klubcsapatban
1959 és 1971 között a Ruch Chorzów labdarúgója volt, ahol két lengyel bajnoki címet szerzett a csapattal. 1971 és 1975 között a francia RC Lens együttesében szerepelt. Az 1972–73-es idényben a másodosztály (Ligue 2) A csoportjának a gólkirálya volt.

### A válogatottban
1959 és 1969 között 36 alkalommal szerepelt a lengyel válogatottban és 11 gólt szerzett. Tagja volt az 1960-as római olimpiai játékokon részt vevő csapatnak.

## Sikerei, díjai
Ruch Chorzów
- Lengyel bajnokság
  - bajnok (2): 1960, 1967–68

 RC Lens
- Francia bajnokság – másodosztály (Ligue 2)
  - gólkirály: 1972–73 (A csoport)